# 莫纳亨
莫纳亨（英语：Monaghan/ˈmʌnəhən/；爱尔兰语：Muineachán），是爱尔兰莫纳亨郡的一个城镇，位于该郡西北部。总人口8,012人（2011年）。该城镇为莫纳亨郡郡治。